# IC 4405
IC 4405 — компактная вытянутая галактика типа Sab в созвездии Волопас.
Этот объект входит в число перечисленных в оригинальной редакции «Нового общего каталога».